# Michael P. Candy
Michael Philip Candy, né à Bath le 23 décembre 1928 et mort à Perth en Australie le 2 novembre 1994, est un astronome britannique.

## Biographie
Au début membre du personnel de l'observatoire royal de Greenwich, il fut ensuite nommé directeur de l'Observatoire de Perth.
Le Centre des planètes mineures le crédite de la découverte de trois astéroïdes, effectuée entre 1980 et 1981, dont une collaboration avec Peter Jekabsons.
Il a entre autres découvert la comète non périodique C/1960 Y1 (Candy).
L'astéroïde (3015) Candy lui est dédié,.
| (3893) DeLaeter     | 20 mars 1980      |
| (3894) Williamcooke | 14 août 1980      |
| (3898) Curlewis     | 26 septembre 1981 |